# Gourme

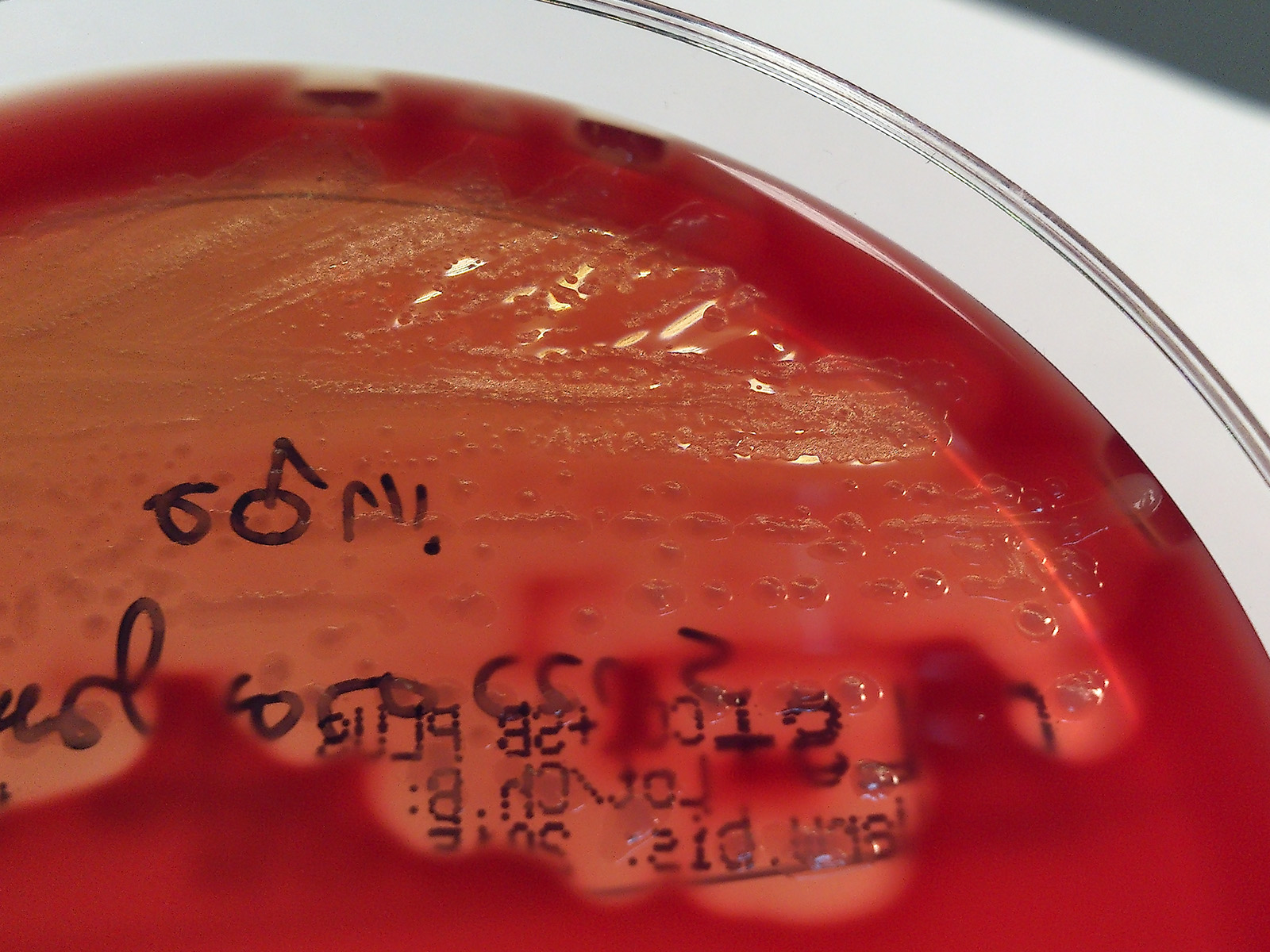
Streptococcus equi sur milieu de culture.

La gourme, aussi appelée angine du cheval, est une maladie contagieuse des équidés, causée par la bactérie Streptococcus equi equi. Elle atteint généralement les équidés de moins de 5 ans. Il existe un vaccin préventif à injection labiale.

## Symptômes
- Baisse d'appétit ;
- Rejet nasal séreux, d'abord muqueux, puis purulent ;
- Gêne respiratoire ;
- Gorge douloureuse, présence d'œdèmes douloureux au niveau des poches gutturales ;
- Gonflement des ganglions lymphatiques sous-maxillaires, voire parfois rétropharyngiens et sous-parotidiens, puis présence d'abcès ;
- Évolution chronique possible et formation d'abcès de localisations variables, notamment intraabdominaux.

## Évolution de la maladie
La gourme évolue en quatre phases. Les symptômes se manifestent de 3 à 14 jours après la contamination.
1. Dans un premier temps, l'animal présente des signes d'abattement : fièvre, jetage séreux, inappétance ;
2. Rhinite et pharyngite : jetage de séreux à purulent, toux humide, laryngites, pharyngite (douleur !) ;
3. Lymphadénite régionale : Abcès ganglionaires, douleurs du larynx toujours présentes, difficulté respiratoire peuvent apparaitre.
4. Maturation des abcès : Rupture et écoulement de pus (substance contagieuse !)

Complications possibles :
1. Abcès métastatiques (poumons, foie, rate, reins...) ;
2. Purpura hémoragique ;
3. Myopathie ;
4. Emphysème des poches gutturales.